# Latata
Latata è il singolo di debutto del gruppo sudcoreano (G)I-dle, unico estratto del primo EP del gruppo I Am, pubblicato il 2 maggio 2018 dall'etichetta Cube Entertainment per la promozione del disco.

## Descrizione
Il brano è stato scritto dal membro Jeon So-yeon, che ha anche prodotto la canzone al fianco di Big Sancho. Il 2 maggio venne pubblicato il video musicale del brano.

## Successo commerciale
Latata non riuscì a entrare nella Gaon Digital Chart nella sua prima settimana, ma ha entrò nella Componing Download Chart al numero 68, raggiungendo il numero 8 la settimana seguente. Nella sua seconda settimana, la canzone debuttò al numero 35 della Gaon Digital Chart come una canzone "hot" e ha raggiunse il numero 16 due settimane dopo. Entrò anche al numero 66 della Componing Streaming Chart e raggiunse il numero 23 la settimana seguente. La canzone entrò al numero 4 della Gaon Social Chart e si posizionò al numero 3 la settimana seguente.
Negli Stati Uniti, la canzone entrò al numero 11 nella classifica Billboard World Digital Songs, e si posizionò al numero 4 la settimana seguente, vendendo 1 000 copie, diventando la canzone K-pop più venduta nella settimana del 10 maggio. La canzone vendette 3 000 copie in America ad agosto 2018.
Latata si classificò al numero 37 su Bugs 2018 Year End Top 100.
Il 3 febbraio, il video musicale Latata superò le 100 milioni di visualizzazioni.

## Promozione
Le promozioni per la canzone portarono due premi al programma musicale  The Show il 22 maggio 2018 e il 29 maggio. La canzone vinse anche al programma M Countdown il 24 maggio.

## Classifiche
| Classifica (2018) | Posizione massima |
| ----------------- | ----------------- |
| Corea del Sud     | 12                |

## Formazione
- Jeon So-yeon – rap
- Cho Mi-yeon – voce
- Minnie – voce
- Seo Soo-jin – voce, rap
- Song Yuqi – voce
- Yeh Shuhua – voce

## Riconoscimenti
- Golden Disc Award
  - 2019 – Candidatura Daesang Digitale

### Premi dei programmi musicali
- The Show
  - 22 maggio 2018[12]
  - 29 maggio 2018[13]
- M Countdown
  - 24 maggio 2018[14]

## Altre versioni
Il 31 luglio 2019 è uscita una versione giapponese del brano, primo estratto dell'EP omonimo. Il 15 maggio ha visto la pubblicazione della versione in lingua inglese.